# Krosnowice Górne
Krosnowice Górne – stacja kolejowa w miejscowości Krosnowice, w województwie dolnośląskim, w Polsce.